# Municipio Cozumel
Koordinaten: 20° 24′ N, 86° 54′ W
Cozumel ist ein Municipio im mexikanischen Bundesstaat Quintana Roo. Die Gemeinde hatte im Jahr 2020 88.626 Einwohner, ihre Fläche beträgt 488,0 km². Verwaltungssitz ist das gleichnamige Cozumel, auch San Miguel de Cozumel genannt.

## Geographie
Das Municipio Cozumel setzt sich aus der gleichnamigen Insel Cozumel, vorgelagerten Eilanden und zwei Festlandteilen um den Ökopark Xel-Há sowie den Calica-Hafen an der mexikanischen Karibik-Küste zusammen. Es liegt zwischen Meereshöhe und 100 m in der physiographischen Provinz der Halbinsel Yucatán. Geologisch wird das Gemeindegebiet von Kalkstein dominiert, vorherrschender Bodentyp ist der Leptosol. Über 75 % des Municipios werden von Regenwäldern eingenommen.
Die Festlandteile des Municipios Cozumel grenzen an die Municipios Solidaridad und Tulum.

## Orte
Das Municipio Cozumel umfasst laut Zensus 2020 144 bewohnte Orte, von denen nur der Hauptort vom INEGI als urban klassifiziert ist. Beim Zensus 2020 wiesen sieben Orte eine Einwohnerzahl von über 100 auf. Keiner der bewohnten Orte liegt auf dem Festland.
| Ort             | Einwohner | Karte |
| --------------- | --------- | ----- |
| Cozumel         | 84.519    |       |
| Las Fincas      | 1403      |       |
| Ranchitos       | 761       |       |
| San Fernando    | 505       |       |
| La Esperanza    | 434       |       |
| La Estrella     | 181       |       |
| Huerto Familiar | 152       |       |